# Маус (тенк)
Panzerkampfwagen VIII Maus (често само "Маус" или "Панцер Маус") је био супертешки немачки тенк произведен 1944. за време Другог светског рата. Најтежи је тенк икада произведен. Произведена су само два, од којих је само један добио куполу са наоружањем. Тежио је чак 188 тона.
Завршено возило је било дугачко читавих 10,2 m, 3,71 m широко и 3,63 m високо. Главно наоружање је представљао 128 mm KwK 44 L/55 топ, базиран на 12,8 cm Pak 44, са споредним топом од 75 mm. Главни топ је био најјачи немачки против-тенковски топ монтиран на било којем тенку у Другом светском рату, био је у могућности да уништи све савезничке тенкове на даљинама од 3 и по километра па и више. 128 mm топ је био у способности да неутралише мете у блиској борби, мада неке мете је могао да онеспособи са нешто више од 3500 m. Предњи део трупа је имао оклоп дебљине 220 mm и био је закошен под углом од 55°. Стране и задњи део трупа су били дебљине до 190 mm, стране су биле равне док је задњи део био закошен под углом од 37°. Купола је имала дебљину оклопа до 240 mm на предњем делу док су стране и задњи део имали по 200–220 mm. Бокови и задњи део куполе су били закошени под угловима од 15° на задњем делу и 25° на боковима. Оквир топа је имао 250 mm дебљине, иза њега је оклоп куполе био дебео 210 mm тако да је укупна дебљина оклопа око топа била 460 mm. Био је дизајниран тако да буде имун на сво против-тенковско наоружање које су савезници имали.
Главни проблем тенка је представљала његова маса, био је скоро 3 пута тежи од Тигра 2 за којег се такође сматрало да је претежак. Било је тешко пронаћи мотор који би га покретао, мотор који је касније уграђен у В2 прототип (1200кс) није био довољне јачине за овог џина те се сматрало да је максимална брзина тенка у најбољим условима износила 20 km по часу. Каснији тестови су ипак показали да је максимална брзина овог тенка била само 13 km по часу. Превелика маса му је онемогућавала прелазак већине мостова, због чега је дизајниран са опремом за кретање по дну реке.
Оба прототипа су оштећена тако да је једини преживели примерак састављен од трупа првог и куполе другог прототипа.
Данас, Мауса је могуће погледати у Кубинка Тенк Музеју, у Русији близу Москве.